# Juan Antonio Basterra Lezcano
Juan Antonio Basterra Lezcano (Vitoria, 15 de diciembre de 1729 - Tuy, 22 de enero de 1790) fue un compositor y maestro de capilla español.

## Vida
Nació el 15 de diciembre de 1729 en Vitoria, entonces en el obispado de Calahorra y actualmente en la provincia de Álava, hijo de Domingo Basterra y María Antonia de Lazcano Yturburu. Fue bautizado en la parroquia de San Ildefonso de la ciudad. No se conoce nada más de su juventud o formación hasta su llegada a Tuy procedente de Vitoria.
El 22 de diciembre de 1752 fue despedido de la Catedral de Tuy el organista José
González. Para cubrir la vacante el cabildo organizó unas oposiciones a las que no se presentaron candidatos. El 3 de agosto de 1753 se solicitó al tesorero que «[...] solicite baje a esta Santa Iglesia el Organista de la de Victoria, a ser oído, ofreciéndole viático.» Es decir, a los 23 era organista de la Colegiata de Vitoria, por lo que es posible que se formase musicalmente en la colegiata y que ese fuese su primer trabajo.
Basterra se presentó en Tuy el 19 de octubre de 1753 y tomó posesión de la plaza con un salario de 300 ducados de vellón al año. En ese momento todavía no había sido ordenado, lo que tardaría dos años, cuando el 29 de agosto de 1755 se le concedió permiso para ello. Entre las funciones de Basterra como organista en Tuy estaba, además de tocar el instrumento en las funciones de la iglesia, la afinación de los órganos.
El 16 de abril de 1769 falleció el maestro de capilla de la Catedral de Tuy, Manuel Paradís, por lo que el cabildo publicó los edictos para la oposición con la que cubrir la vacante. Basterra solicitó participar en las oposiciones, lo que aceptó el cabildo. Solo se presentó otro aspirante, Bernardo Samillán y Martínez, maestro de capilla de la Catedral de Mondoñedo. La prueba, realizada el 8 de octubre de 1769,  consistió en poner música a los seis primeros versos del salmo 57, Si vere utique iustitia loquimini, en 24 horas. Samillán tuvo algunos problemas con los copistas y solicitó el aplazo, que al parecer fue rechazado, puesto que el 9 de octubre se cantaban las composiciones ante el Dean, el cabildo y diverso público. Basterra finalmente ganó la votación del 11 de octubre de 1769, con 10 votos frente a los 8 conseguidos por Samillán. El 31 de enero de 1770 se recibían y aceptaban sus pruebas de sangre y tomaba posesión del magisterio. Le sucedió como organista Custodio Santavalla.
Sus obligaciones fueron las habituales de los maestros: composición de la música para las ocasiones señaladas del calendario eclesiástico; selección de la música que se tocaba en la catedral; ensayo con los músicos y el coro; selección y búsqueda de los músicos y cantores de la capilla; y finalmente «a enseñar diariamente cantollano y figurado a los niños en la sacristía.» Esta última obligación era un punto de controversia habitual entre los maestros de música y Basterra fue reconvenido por ello en alguna ocasión. Curiosamente también era el responsable de las gallinas.
Basterra falleció en el cargo el 22 de enero de 1790, sucediéndole Ambrosio Molinero.

Don Juan Basterra Maestro de Capilla Racionero de esta Santa Iglesia. Pagose todo.

En el día veinte y dos del mes de Enero del año de mil setecientos y noventa falleció (después de haber recibido los Santos Sacramentos) Don Juan Basterra Presbítero Maestro de Capilla y Racionero de la Santa Iglesia Catedral de Tuy; no testó; y al día siguiente se le dio sepultura a su cadáver en la que le correspondía junto a las Ballas que suben del Coro a la Capilla mayor, asistieron a su Entierro, Treinta Días y Cabo de año el Venerable Cabildo, las Capillas de Curas, Capellanes, La Música de dicha Santa Iglesia, y solamente en el día de su entierro se cantaron las vigilias, y Misas correspondientes; pagose el entierro, funerales, responsorio Dominical, y ofrenda acostumbrada y para que conste lo
firmo uno de dichos Curas Tuy fecha ut supra

Don Josef Antonio de Araújo
Acta de defunción, Libro X de difuntos (1777-1800). Fol.147 v.

## Obra
Se conservan en los archivos de la Catedral de Tuy 27 composiciones, de las que tres son misas, otras tres oficios de difuntos, ocho Oficios de las Horas y otras obras varias en latín.